# 南野森
南野 森（みなみの しげる、1970年 - ）は、日本の法学者。専門は憲法学。九州大学大学院法学研究院・大学院法学府・法学部教授。高橋和之門下。

## 来歴
京都市出身。洛星中学校・高等学校、東京大学法学部卒業、東京大学大学院法学政治学研究科修士課程修了]。憲法学の樋口陽一、高橋和之、長谷部恭男らに学ぶ。同大学院博士後期課程在籍中の1997年より2000年にかけてパリ第10大学大学院に留学し、1998年9月前期課程修了 (DEA)。法哲学のミシェル・トロペールらに師事した。2002年3月に東京大学大学院法学政治学研究科博士後期課程単位取得退学し、同年4月から九州大学法学部助教授（2007年4月より准教授に職名変更）、2014年8月より同教授。

## 主張
- 旧統一教会の宗教法人法に基づく解散命令について南野は「宗教法人法上の解散命令は、その宗教を否定するとかそういうことじゃないんですね。財産法上の優遇措置が宗教法人に与えられているんですけれども、それがなくなるという、優遇措置がなくなるので不利益を被ることにならざるを得ませんけど、裁判所が間接的な制約に過ぎないと言っている。信仰の自由とか信教の自由に対する直接の制約ではないから問題ないと最高裁が言っているので、宗教法人格をはく奪する、解散させるっていうことは、そこの問題はない、信教の自由の問題はない」と解散命令が信教の自由に反さないとしている[3]。

## 著作

### 単編著
- 『ブリッジブック法学入門〔第3版〕』（信山社、2022年）ISBN 978-4-7972-2372-9
- 『〔新版〕法学の世界』（日本評論社、2019年）ISBN 978-4-535-52368-5
- 『憲法学の世界』（日本評論社、2013年）ISBN 978-4-535-51815-5
- 『ブリッジブック法学入門〔第2版〕』（信山社、2013年）ISBN 978-4-7972-2347-7
- 『法学の世界』（日本評論社、2013年）ISBN 978-4-535-40842-5
- 『ブリッジブック法学入門』（信山社、2009年）ISBN 978-4-7972-2324-8

### 訳書
- 『リアリズムの法解釈理論――ミシェル・トロペール論文撰』（勁草書房、2013年）ISBN 978-4-326-40281-6

### 監修
- 『10歳から読める・わかる いちばんやさしい日本国憲法』（東京書店、2017年）ISBN 978-4-88574-066-4

### 共著
- （待鳥聡史、駒村圭吾、上田健介、西村裕一、吉田徹、瀧井一博）『「憲法改正」の比較政治学』（弘文堂、2016年）ISBN 978-4335356797
- （内山奈月）『憲法主義 ―条文には書かれていない本質―』（PHP研究所、2014年）ISBN 978-4-569-81913-6
  - （同上）『憲法主義 ―条文には書かれていない本質―』（PHP文庫、2015年）ISBN 978-4569764801
- （安西文雄・青井未帆・淺野博宣・岩切紀史・木村草太・小島慎司・齊藤愛・佐々木弘通・宍戸常寿・林知更・巻美矢紀）『憲法学の現代的論点〔第2版〕』（有斐閣、2009年）ISBN 978-4-641-13042-5
- （安西文雄・青井未帆・淺野博宣・岩切紀史・齊藤愛・佐々木弘通・宍戸常寿・林知更・巻美矢紀）『憲法学の現代的論点』（有斐閣、2006年）ISBN 4-641-12989-4

### 論文
- 「憲法変動の法理論のためにーー現代フランス憲法が提供する事例を用いて」（全国憲法研究会編『憲法問題』第28号、三省堂、2017年）
- 「憲法変動と学説ーーフランス第五共和政の一例から」（待鳥聡史・駒村圭吾編『「憲法改正」の比較政治学』、弘文堂、2016年）
- 「一票の格差ーー司法と政治の索敵」（法学教室2016年4月号）
- 「フランスにおける大学の自治と『憲法ブロック』」（憲法理論研究会編『憲法理論叢書23／対話と憲法理論』、敬文堂、2015年）
- 「憲法改正限界論再考ーーその意義についての序説」（高橋和之先生古稀記念『現代立憲主義の諸相』、有斐閣、2013年）
- 「集団的自衛権と内閣法制局ーー禁じ手を用いすぎではないか」（世界848号、2013年）
- 「立憲主義」（南野森編『憲法学の世界』、日本評論社、2013年）
- 「人権の概念ーー憲法・憲法学と『人権』」（南野森編『憲法学の世界』、日本評論社、2013年）
- 「大学法の合憲性」（フランス憲法判例研究会編、辻村みよ子編集代表『フランスの憲法判例II』、信山社、2013年）
- 「憲法――その意味・その目的・その特色」（法学セミナー676号、2011年）
- 「フランス――2008年7月23日の憲法改正について」（辻村みよ子・長谷部恭男編『憲法理論の再創造』、日本評論社、2010年）
- 「司法の独立と裁判官の良心」ジュリスト1400号（2010年）
- 「近代立憲主義」（法学セミナー659号、2009年）
- 「司法権の概念」（安西文雄ほか『憲法学の現代的論点〔第2版〕』、有斐閣、2009年）
- 「憲法・憲法解釈・憲法学」（安西文雄ほか『憲法学の現代的論点〔第2版〕』、有斐閣、2009年）
- 「フランス――2008年7月の憲法改正について」（法律時報81巻4号、2009年）
- « MINOBE Tatsukichi », in Olivier Cayla et Jean-Louis Halpérin (sous la dir. de), Dictionnaire des grandes oeuvres juridiques, Paris, Dalloz, 2008
- 「憲法解釈の変更可能性について」（法学教室330号、2008年）
- 「『憲法』の概念――それを考えることの意味」（長谷部恭男編『岩波講座憲法6／憲法と時間』、岩波書店、2007年）
- 「司法権の概念」（安西文雄ほか『憲法学の現代的論点』、有斐閣、2006年）
- 「憲法・憲法解釈・憲法学」（安西文雄ほか『憲法学の現代的論点』、有斐閣、2006年）
- 「憲法慣習論から――ルネ・カピタン再読」（藤田宙靖・高橋和之編『憲法論集〔樋口陽一先生古稀記念〕』、創文社、2004年）
- « L'acte constituant et le temps : écriture et lecture du texte », in Alexandre Viala (sous la dir. de), La constitution et le temps, Lyon, L'Hermès, 2003
- 「ニューカレドニアに関する特例措置の合憲性と地邦法律の審査」（フランス憲法判例研究会編、辻村みよ子編集代表『フランスの憲法判例』、信山社、2002年）
- 「非常措置権発動のための必要条件――諮問機関としての憲法院」（フランス憲法判例研究会編、辻村みよ子編集代表『フランスの憲法判例』、信山社、2002年）
- 「欧州統合とフランス憲法学」（憲法理論研究会編『国際化のなかの分権と統合』、敬文堂、1998年）
- 「欧州統合と主権論――フランス憲法学の場合」（本郷法政紀要、1996年）

### 翻訳
- ミシェル・トロペール「立憲主義の概念と現代法理論（ミシェル・トロペール論文撰12）」（法政研究76巻1=2号、2009年）
- ミシェル・トロペール「フランス革命初期における司法権の概念（ミシェル・トロペール論文撰11）」（法政研究75巻3号、2008年）
- ミシェル・トロペール「ナチス国家は存在したか？（ミシェル・トロペール論文撰10）」（法政研究74巻4号、2008年）
- ミシェル・トロペール「実証主義と人権（ミシェル・トロペール論文撰9）」（法政研究74巻4号、2008年）
- ミシェル・トロペール「帰責原理としての主権（ミシェル・トロペール論文撰8）」（法政研究74巻1号、2007年）
- ミシェル・トロペール「主権の所持者（ミシェル・トロペール論文撰7）」（法政研究73巻4号、2007年）
- ミシェル・トロペール「持続的民主政と憲法裁判（ミシェル・トロペール論文撰6）」（法政研究73巻3号、2006年）
- ミシェル・トロペール「法治国の概念（ミシェル・トロペール論文撰5）」（法政研究73巻2号、2006年）
- ミシェル・トロペール「憲法裁判官の解釈の自由（ミシェル・トロペール論文撰4）」（法政研究72巻2号、2005年）
- ミシェル・トロペール「必要は法を作る－－憲法慣習についての考察（ミシェル・トロペール論文撰3）」（法政研究72巻1号、2005年）
- オリヴィエ・ボー（フランス語版）「ナチス期におけるルネ・カピタンとカール・シュミット――謎めいた関係について」（日仏法学23号、2004年）
- ミシェル・トロペール「慣習の根拠から根拠としての慣習へ（ミシェル・トロペール論文撰2）」（法政研究71巻2号、2004年）
- ミシェル・トロペール「リアリズムの解釈理論（ミシェル・トロペール論文撰1）」（法政研究70巻3号、2003年）
- ジャック・ロベール（フランス語版）「フランスの政治制度とそのあり方」（ジュリスト1241号、2003年）

## 出演番組

### テレビ
- 土曜もアサデス。（九州朝日放送）2015年10月3日 - 2018年3月24日
- ニュースピア（九州朝日放送）
- 今日感テレビ（RKB毎日放送）金曜日レギュラー 2018年4月6日 - 2019年3月29日
- 今日感ニュース（RKB毎日放送）
- 英雄たちの選択「明治憲法への道〜伊藤博文が目指した“国のかたち”」（NHK BSプレミアム）2015年2月2日
- 第47回衆議院議員総選挙開票特別番組「選挙ステーション」（九州朝日放送）2014年12月14日
- 第24回参議院議員通常選挙開票特別番組「激突!選挙スタジアム2016」（RKB毎日放送）2016年7月10日
- ハートネットTV Web連動企画チエノバ（NHK Eテレ）2017年2月9日
- 第48回衆議院議員総選挙開票特別番組「激突!選挙スタジアム2017」（RKB毎日放送）2017年10月22日
- 探検バクモン「国会議事堂をご存じですか！？」（NHK総合）2018年9月12日
- 報道ステーション（テレビ朝日）2020年1月21日

### ラジオ
- ニュース新発見 インサイト（RKBラジオ）2015年5月 - 2016年6月
- 荻上チキ・Session-22（TBSラジオ）
- 憲法で巡る日本の旅（KBCラジオ、2015年5月3日放送）第53回ギャラクシー賞ラジオ部門大賞受賞
- 憲法で巡る日本の旅2/沖縄・福岡編（KBCラジオ、2016年5月3日放送）
- TIME LINE (TOKYO FM)
- Morning Jam（エフエム福岡）